# Stakende stemmen
Stakende stemmen is de situatie dat bij een stemming het aantal voor- en tegenstemmen precies in evenwicht is. Hiervoor zijn verschillende oplossingen voorhanden:
- Vaak heeft de voorzitter een doorslaggevende stem wanneer de stemmen staken. Bijvoorbeeld de burgemeester in het college van burgemeester en wethouders.
- Als wordt gestemd over personen, dan beslist het lot.
- Er is een afgesproken procedure om op een later tijdstip nogmaals te stemmen.
- Het voorstel is verworpen als geen gewone meerderheid wordt behaald.

Verder is het een goed begin, dat een oneven aantal stemgerechtigden in een vergadering ervoor zorgt dat deze situatie zich niet te snel voordoet. Rechterlijke colleges tellen altijd een oneven aantal raadsheren.